# Epinephelus coioides
Epinephelus coioides es una especie de peces de la familia Serranidae en el orden de los Perciformes.

## Morfología
Los machos pueden llegar alcanzar los 120 cm de longitud total.

## Distribución geográfica
Se encuentra desde el mar Rojo hasta Durban (Sudáfrica), República de Palau, Fiyi, las Islas Ryukyu , el mar de Arafura y Australia. También en la costa mar Mediterráneo de Israel. 